# Larinia famulatoria
Larinia famulatoria là một loài nhện trong họ Araneidae.
Loài này thuộc chi Larinia. Larinia famulatoria được Eugen von Keyserling miêu tả năm 1883.